# Армандо Дуран
Армандо Дуран Аше — венесуельський журналіст і політичний діяч, який займав різні міністерські портфелі під час президентства Хайме Лусінхі та другого президентства Карлоса Андреса Переса. Був міністром закордонних справ Венесуели (1991—1992).

## Життєпис
Здобув ступінь доктора наук з романської філології в Барселонському університеті. Дуран був директором відділу думок та ЗМІ президентської кампанії Хайме Лусінхі, а згодом, коли останній прийшов до влади, був призначений міністром інформації та туризму. Був усунений з посади наприкінці 1984 року і відправлений у травні 1985 року в Уругвай на посаду посла, за це рішення Дуран покладав певну відповідальність на Бланку Ібаньєс. У серпні 1986 року він пішов з посади посла і повернувся до Венесуели, щоб присвятити себе журналістиці.
У 1988 році Дуран також брав участь у виборчій кампанії «Демократична дії» у Конгрес на посаді глави медіа-підрозділу, а також у президентській кампанії Карлоса Андреса Переса. У 1989 році він був членом кабінету Переса, очолював Міністерство туризму.
28 липня 1990 року Дуран пішов, щоб очолити Секретаріат Президії, замінивши Хесуса Кармона, якого в свою чергу замінив незалежний Володимир Гессен
7 квітня 1991 року був призначений міністром закордонних справ Венесуели, замінивши Рейнальдо Фігуредо, міністерство, яке він уперше залишив, в руках жінки, Беатріс Рангель Мантилья (також журналістки); Дуран не затримується надовго на цій посаді, 23 березня 1992 року його замінив Копейано Умберто Кальдерон Берті, і він був відправлений у Мадрид як посол Венесуели в Іспанії. Залишався на цій посаді до 1998 року, коли Уго Чавес прийшов до влади.

## Автор книг
У 2004 і 2006 роках Армандо Дуран опублікував дві книги, «Venezuela en llamas» і «Al filo de la noche roja» відповідно, в яких аналізується так звана «боліварська революція» Уго Чавеса з критичної точки зору.